# لورا موولا
لورا موولا (née داگلاس؛ زاده ۲۳ آوریل 1986) یک خواننده بریتانیایی است. موولا که بومی بیرمنگام انگلستان است، به عنوان عضو جوان یا رهبر گروه‌ها و گروه‌های کر کاپلا، جاز / نئو سول و انجیل تجربه کسب کرده‌است. او به‌طور کلاسیک آموزش دیده بود. در سال ۲۰۱۲، او با آرسی‌ای رکوردز قرارداد امضا کرد و یک آلبوم چندآهنگه به نام She را منتشر کرد که مورد تحسین منتقدان قرار گرفت.
لورا موولا در حومه بیرمنگام سلی پارک و کینگز هیث با دو خواهر و برادر کوچکتر بزرگ شد. مادرش استاد علوم انسانی است و اهل سنت کیتس است. پدر او اهل جامائیکا است و یک مربی حمایت حقوقی از جوانان است.